# Caught Up (film)
Caught Up – amerykański dramat filmowy z 1998 roku w reżyserii Darina Scotta, który także odpowiadał za scenariusz. W rolach głównych wystąpili Bokeem Woodbine i Cynda Williams. Film zarobił 6.754.958 dolarów (stan na 26 kwietnia 1998 r.).

## Fabuła
Daryl (Bokeem Woodbine) po pięciu latach opuszcza zakład karny. Jego matka umarła, dziewczyna wyszła za mąż, a do tego nie może znaleźć pracy. Swoją nową dziewczynę, Vanessę (Cynda Williams) poznał, gdy człowiek z bronią zaczął do nich strzelać. Oferowała Darylowi pracę kierowcy samochodu. Człowiek, który do nich strzelał, ciągle ich śledzi. Vanessa mówi Darylowi, że jest to jej były kochanek, który chce się zemścić.

## Obsada
- Bokeem Woodbine jako Daryl
- Cynda Williams jako Trish Harlin/Vanessa
- Jason Carmichael jako Rob
- Jeffrey Combs jako ochroniarz
- Michael Clarke Duncan jako BB
- Shedric Hunter, Jr. jako Jerome
- Marcus Johnson jako Strap
- Joseph Lindsey jako Billy Grimm
- LL Cool J jako Roger
- Courtney McLean jako Bob
- Jeris Lee Poindexter jako Larry
- Clifton Powell jako Herbert/Frank Lowden
- Damon Saleem jako Trip
- Snoop Doggy Dogg jako Kool Kitty Kat
- Tony Todd jako Jake Samples
- Basil Wallace jako Ahmad

## Ścieżka dźwiękowa
Ścieżka dźwiękowa do filmu została wydana 24 lutego 1998 roku i zawierała nagrania hip-hopowe. Wydawcą były wytwórnie Noo Trybe i Virgin Records. Uplasowała się na 30. miejscu notowania Billboard 200.